# Het lied der achttien dooden
Het lied der achttien dooden is een gedicht dat Jan Campert (1902-1943) schreef naar aanleiding van de executie van achttien verzetsstrijders die op 13 maart 1941 plaatsvond op de Waalsdorpervlakte. Het is een bekend gedicht geworden over het Nederlands verzet in de Tweede Wereldoorlog.

## Ontstaan

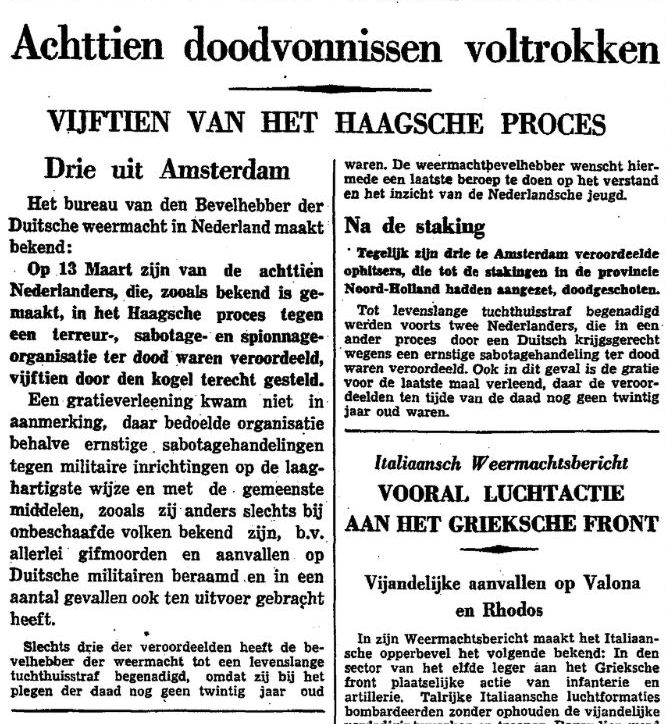
Voorpagina van Het Vaderland 14 maart 1941 over de achttien terechtgestelden

Zo'n 200 mensen verbonden aan de verzetsgroep de Geuzen waren eind 1940 opgepakt door Duitsers op verdenking van sabotage. Na een rechterlijke uitspraak kregen 18 daarvan de doodstraf, de eerste massa-executie in Nederland tijdens de Tweede Wereldoorlog. Bij drie van hen werd de doodstraf niet uitgevoerd omdat ze minderjarig waren en in plaats van hen werden drie organisatoren van de Februaristaking geëxecuteerd.
Het gedicht is in 1941 geschreven vanuit het perspectief van een van de achttien terechtgestelden, die in de cel op zijn executie wacht.
Deze vorm heeft destijds aanleiding gegeven tot het misverstand dat het gedicht de avond voor de executie is ontstaan, al dan niet in verband met het andere misverstand dat de dichter zelf echt een van de achttien is geweest. Volgens Jan Campert-biograaf Hans Renders is het het meest waarschijnlijk dat Campert van de executie op de hoogte kwam doordat de illegale krant Het Parool daarover publiceerde op 9 april 1941. De executie had op 14 maart in alle kranten gestaan als uitkomst van het zogenaamde Haagse proces, dat tot de eerste doodstraffen leidde bij het Nederlandse verzet.
Van de achttien geëxecuteerden behoorden er vijftien tot de Geuzengroep: Jan Wernard van den Bergh, George den Boon, Reijer Bastiaan van der Borden, Nicolaas Arie van der Burg, Jacob van der Ende, Albertus Johannes de Haas, Leendert Keesmaat, Arij Kop, Dirk Kouwenhoven, Jan Kijne, Leendert Langstraat, Frans Rietveld, Johannes Jacobus Smit, Hendrik Wielenga en Bernardus IJzerdraat. De andere drie waren communistische Februaristakers (Hermanus Coenradi, Joseph  Eijl en Eduard Hellendoorn).

## Publicatie tijdens de oorlog
Het Lied der achttien dooden werd voor het eerst gepubliceerd in de illegale krant Het Parool van 10 februari 1943 en verscheen op 21 februari in het ondergrondse blad Vrij Nederland.

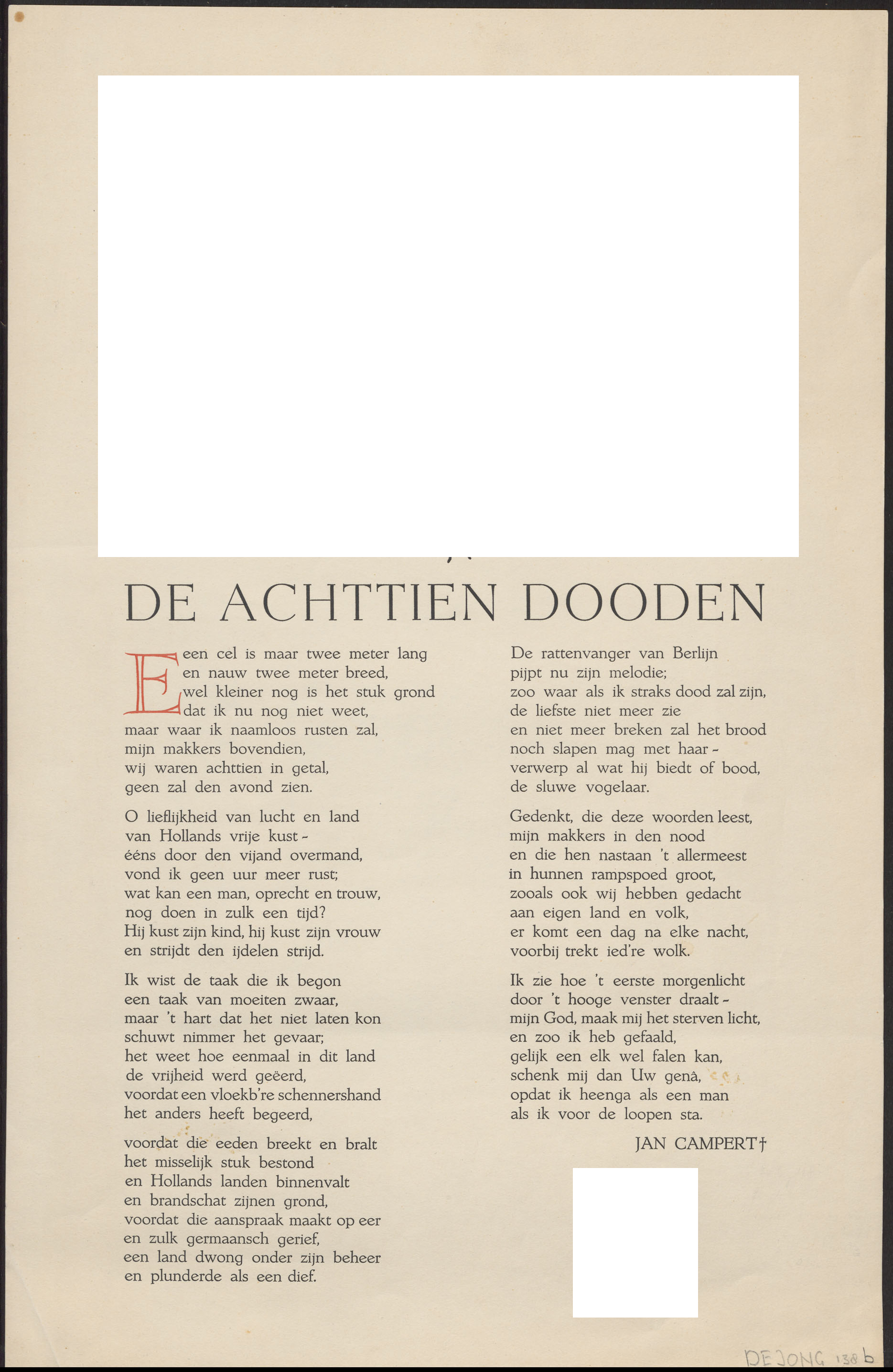
Rijmprent De achttien dooden, uitgegeven door de Bezige Bij. Vanwege auteursrecht zijn de illustraties van Fedde Weidema weggelaten.

Onder de titel De achttien dooden werd het in maart of april 1943 door de Utrechtse student scheikunde Geert Lubberhuizen uitgebracht als rijmprent met een tekening van Fedde Weidema en in ruime kring verspreid en verkocht. Lubberhuizen kreeg de tekst begin 1943 van Anne Maclaine Pont, een medewerkster van het Utrechts Kindercomité. Lubberhuizen nam contact op met Fedde Weidema, met wie hij voor de oorlog in een jazzorkest had gespeeld en die een opleiding tot graficus volgde, om het vers van een illustratie te voorzien. Weidema, onder het pseudoniem Coen van Hart, verzorgde een compositie waarin een dode omringd is door zowel symbolen van Nederland (tulpen, het silhouet van een stad met kerktoren) als van de oorlog (prikkeldraad, ruïnes, grafstenen). Om aan papier te komen liep Lubberhuizen kantoorboekhandels af. Clichéfabriek Photogravure maakte de clichés.
De vermenigvuldiging werd verzorgd door de Utrechtse drukker van illegale bladen Jan Hendriks, die drie dagen nodig had voor de eerste druk van 500 exemplaren. Deze druk is de allereerste uitgave van De Bezige Bij en dateert van na april 1943. Het bevatte een drukfout in het eerste woord van het gedicht: het woord Een wordt geschreven als Eeen. In latere drukken is dit hersteld. De vierde druk van de rijmprent vermeldt voor het eerst de naam van de illegale uitgeverij en beeldmerk - eveneens door Weidema vervaardigd. Een goedkope druk kostte een tientje en een romeins genummerde vijfentwintig gulden en na aftrek van de kosten kwam dit bedrag ten goede aan het Kindercomité. In september had de rijmprent al 75.000 gulden opgebracht, genoeg om ook kunstenaars en toneelspelers die geweigerd hadden zich bij de Kultuurkamer aan te sluiten en dus geen werk meer hadden, te kunnen steunen. Volgens schattingen van betrokkenen bereikte de oplage van de rijmprent gedurende de oorlog de 15.000. De werkelijke verspreiding van het gedicht lag echter veel hoger, omdat het gedicht ook door anderen werd gedrukt.

## Reputatie van het gedicht

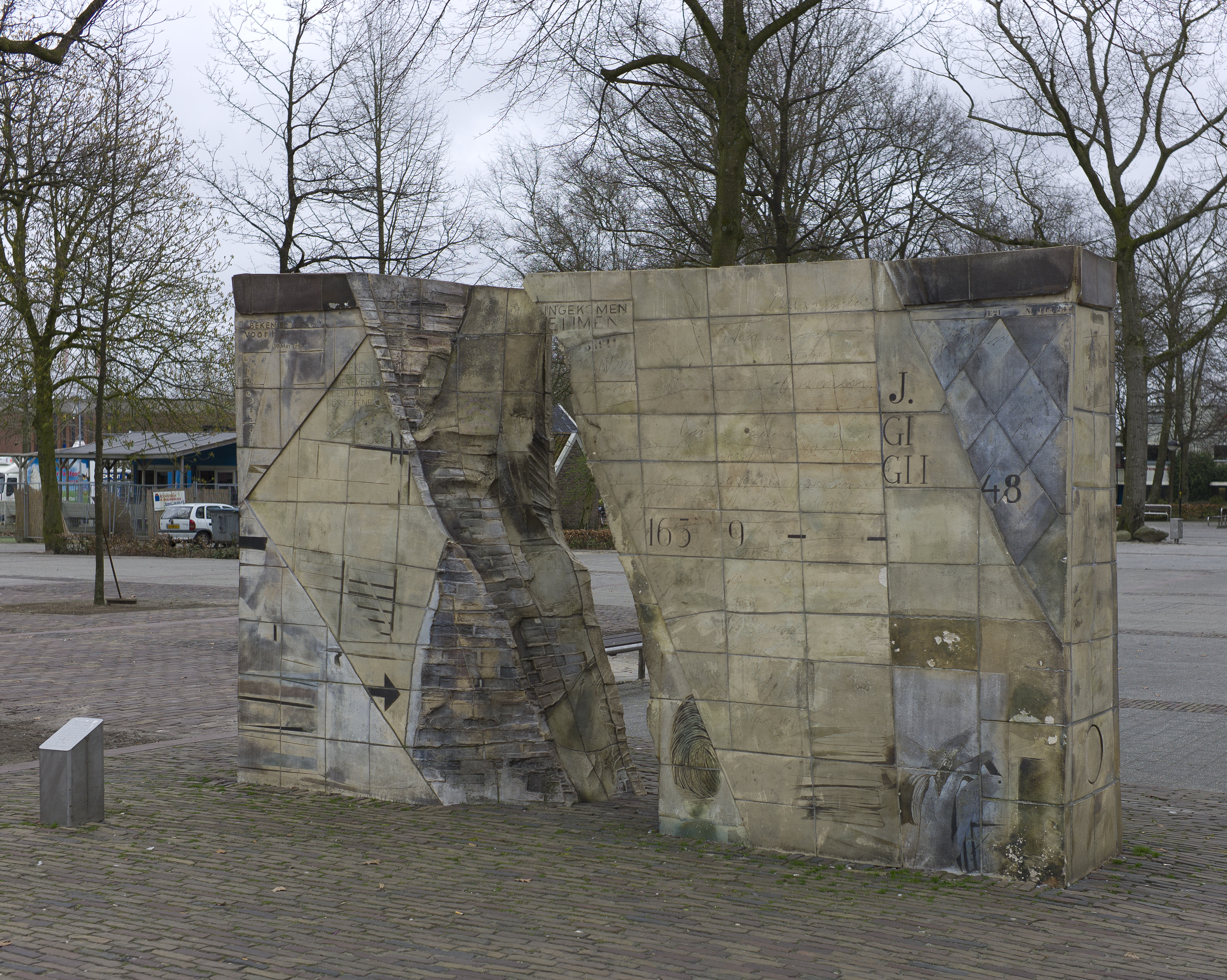
Gedenkmonument in het centrum van Emmen, dat bestaat uit een beeld van een opengescheurde archiefdoos. In de archiefdoos zijn fragmenten van archiefstukken van de gemeente afgebeeld, en het gedicht 'de achttien doden'.

Het gedicht groeide uit tot het "bekendste verzetsgedicht van Nederland". Literatuurhistoricus Hans Renders noemt enkele factoren die daar toe hebben geleid. Het was een mooi gedicht, "prachtig en emotioneel", waarin een duidelijk standpunt tegen de bezetter samenging met literair niveau. De aanleiding was dramatisch, want de Geuzengroep was de eerste verzetsgroep die werd opgepakt. Anders dan de meeste anti-Duitse geschriften hoefde het niet anoniem te verschijnen: aangezien de dichter zelf al dood was (bezweken in Neuengamme), kon zijn naam voluit onder het gedicht worden afgedrukt. Dit feit zorgde in samenhang met het gekozen vertelperspectief van een ik-figuur die een van de achttien gefusilleerden was, voor het idee dat Campert zélf werkelijk een van die achttien was geweest. Ten slotte was Campert dermate vroeg in de oorlog overleden dat zijn postume reputatie in de bezettingstijd alle tijd had om te groeien.
De eerste strofe van dit gedicht is uitgehakt in een steen die zich op kamp Westerbork bevindt. Ook in onder meer Amsterdam, Emmen, Heerhugowaard, Hoornaar, Lieshout, Spijkenisse, Varsseveld en Veenhuizen bevinden zich monumenten met strofes uit het gedicht. In 2015 is er een herinneringsplaquette aangebracht op het pand in Utrecht waar de uitgeverij begon door het uitgeven van het gedicht.

### Opname in bundels
De eerste bundel waarin het gedicht werd opgenomen is Het vrij Nederlands liedboek, clandestien uitgegeven door De Bezige Bij en verscheen voor het eerst op 1 april 1944 in bezet Nederland. Het werd heruitgegeven op 5 mei 1960, eveneens door De Bezige Bij  als nr. 40 in de Literaire pocketserie. Deze bundel was een verzameling van verzetsgedichten en er werden omwille van de veiligheid dan ook geen namen van de auteurs in vermeld. Bij het gedicht van Jan Campert staat wel een datum vermeld, waarschijnlijk de datum waarop het gedicht werd geschreven: 5 maart 1941.
In 2000 is het gedicht opgenomen in de bundel Het mooiste gedicht. De favoriete gedichten van Nederland en Vlaanderen, uitgegeven ter gelegenheid van Gedichtendag. Het wordt genoemd in het gedicht Solo in een drankzuchtige aprilnacht van Remco Campert uit 2005 waarin hij kritiek van Piet Gerbrandy over de kwaliteit pareert. In 2015 werd het gedicht opgenomen in de bundel Gedichten die mannen aan het huilen maken, aangedragen door politicus Ed van Thijn.

## Tekst
Het gedicht begint als volgt:
Een cel is maar twee meter lang

en nauw twee meter breed,

wel kleiner nog is het stuk grond

dat ik nu nog niet weet,

maar waar ik naamloos rusten zal,

mijn makkers bovendien,

wij waren achttien in getal,

geen zal den avond zien.— Het lied der achttien dooden
In 1995 is bij De Bezige Bij een cd verschenen met het gedicht, voorgelezen door zoon Remco Campert met muziek van Henny Vrienten.

## Uitgaven
- H.M. Mos, M.G. Schenk (red), Geuzenliedboek 1940-1945, 1975